# Il talismano della nonna
Il talismano della nonna (Grandma's Boy) è un film del 1922 diretto da Fred C. Newmeyer, con Harold Lloyd.
Fu il primo grande successo del comico come lungometraggio.

## Trama
Il ragazzo (Harold Lloyd) è sempre stato, fin da piccolo, timido e per nulla coraggioso. Una sera, ben vestito, si reca a casa della ragazza (Mildred Davis) che ama e si presenta ai genitori di lei. Mentre sta flirtando con la bella fanciulla dai grandi occhi dolci, sopraggiunge un corpulento individuo (Charles Stevenson), anch'egli invaghito della stessa ragazza, che stende a suon di pugni il ragazzo in quanto rivale nella conquista dell'amore della ragazza. Poco dopo arriva a casa di costei anche lo sceriffo (Noah Young), insieme ad un numeroso gruppo di uomini, che avverte i presenti che c'è in giro un pericoloso criminale, soprannominato "The Rolling Stone" (Dick Sutherland) a cui si sta dando la caccia. Nel frattempo, il malvivente rapina una gioielleria e i due pretendenti della ragazza vengono, in qualche modo, entrambi reclutati per catturare il bandito.
Così il ragazzo, per non mostrare di essere un pusillanime, armato di fucile, esce di casa per cercare il fuorilegge ma ben presto la paura prende il sopravvento e scappa in casa della nonna (Anna Townsend). Sconsolato, le confessa di essere un codardo ed allora la nonna gli racconta cosa accadde al nonno (Harold Lloyd) il quale credeva anch'egli di essere un vigliacco. Durante la guerra di secessione, narra la nonna, al giovane era stata affidata una pericolosa missione ma egli credeva di non essere in grado di portarla a termine a causa della propria paura. Incontrò, però, una donna anziana, che era stata maltrattata dai soldati nemici, che gli donò un talismano che, gli disse, gli avrebbe dato tutto il coraggio necessario. Vinta così la paura, egli mise fuori combattimento un intero gruppo di alti ufficiali nemici ed, addirittura ne affrontò uno in un duello alla sciabola, riuscendo a tramortirlo e a consegnarlo, insieme a tutti gli altri ufficiali nemici, ad una pattuglia di soldati del suo esercito. La nonna, quindi, dona al ragazzo lo stesso talismano del nonno ed il giovane diventa di colpo così intrepido da catturare, poco dopo, da solo e con una buona dose di furbizia, il fuorilegge, che si è, nel frattempo, asserragliato in una casa e sta avendo un conflitto a fuoco con gli inseguitori, e consegnarlo allo sceriffo tra le acclamazioni della folla mentre anche la ragazza apprende delle sue gesta. Il ragazzo, adesso molto più sicuro di sé, si reca, quindi, da lei ma c'è ancora un ostacolo da superare: l'altro pretendente. Il ragazzo lo affronta con vigore e dopo una lunga colluttazione lo mette fuori combattimento facendolo cadere in un pozzo sotto lo sguardo felice della nonna la quale a questo punto gli rivela che quello che egli ha creduto essere un talismano con il potere di infondergli tutto il coraggio con cui ha compiuto tali magnifiche imprese, non è altro che il manico in legno scolpito di un ombrello, che tutta la storia del nonno era solo una bugia e che il coraggio il ragazzo lo ha trovato dentro di sé perché egli ha davvero un animo ardimentoso. Per quanto fatto, il giovane viene circondato da delle ammiratrici e questo causa il broncio della sua ragazza ma egli trova, anche senza talismano, il coraggio necessario per chiederle di sposarlo e per portarsela via fra le braccia.